# Castillon-du-Gard
Castillon-du-Gard là một xã trong tỉnh Gard thuộc vùng Occitanie, phía nam nước Pháp. Xã Castillon-du-Gard nằm ở khu vực có độ cao trung bình 98 mét trên mực nước biển.